# Relaciones Panamá-Uruguay
Relaciones Panamá-Uruguay se refiere a las relaciones históricas entre Panamá y Uruguay. Ambos países son miembros de la Organización de Estados Americanos y dos de las economías más estables y con mejor renta per cápita de América Latina.

## Historia
Apenas una semana después de su separación de Colombia, el 10 de noviembre de 1903, la recién establecida República de Panamá envió una carta (a través de su Ministro de Relaciones Exteriores Francisco Vicente de la Espriella) al gobierno de la República Oriental del Uruguay, solicitando el reconocimiento diplomático. Los dos estados establecieron vínculos diplomáticos el 28 de octubre de 1904.
El 15 de octubre de 1912 Uruguay designó a Guillermo Irarrazaval Smith como cónsul en Panamá. Panamá respondió nombrando a Rodolfo Castella como su cónsul en Uruguay. Sin embargo, ninguno de los dos hombres cambió su residencia como su país misionero. Castella fue acreditado como el cónsul de Uruguay en Panamá el 10 de noviembre de 1914, pero como él no ocupó su posición como cónsul el gobierno panameño canceló su acreditación en julio de 1915.
A finales de 1918, Baltasar Brum, Ministro de Relaciones Exteriores y Presidente electo de Uruguay, visitó Panamá. El propósito de la visita es desconocido, pero se organizó un banquete oficial en su honor en Ciudad de Panamá.

## Establecimiento de misiones diplomáticas
El 13 de marzo de 1924 el gobierno panameño decidió establecer una legación en Uruguay. El enviado panameño en Buenos Aires, Juan Ehrman Lefevre, fue designado como representante de Panamá hacia Uruguay. En enero de 1925 Panamá nombró a Magín Pons como cónsul honorario en Montevideo.
En enero de 1927 el gobierno uruguayo decidió establecer un consulado general con sede en la Ciudad de México, cuya jurisdicción incluía a Panamá.